# Ero juhuaensis
Ero juhuaensis là một loài nhện trong họ Mimetidae.
Loài này thuộc chi Ero. Ero juhuaensis được miêu tả năm 1987 bởi Xu, Wang & Wang.